# Șercaia, Brașov
Șercaia, mai demult Șerpeni, Sărcaia (în dialectul săsesc Schirkojen, Širken'en, în germană Schirkanyen, Schirkengen, Scharken, în maghiară Sárkány, în latină Sarcam, în turcă Saruhan) este satul de reședință al comunei cu același nume din județul Brașov, Transilvania, România.
În cadrul planului de dezvoltare durabilă a județului Brașov, localitatea Șercaia face parte din Microregiunea Dumbrava Narciselor, alături de comunele Comăna, Părău, Șinca Nouă, Șinca și Mândra, scopul fiind promovarea regiunii și dezvoltarea de proiecte comune.

## Date geografice
Localitatea Șercaia este situată pe șoseaua națională DN1 (E68), între Brașov și Sibiu, la circa 14 kilometri, spre est de municipiul Făgăraș și la circa 56 de kilometri, spre vest de municipiul Brașov. Șercaia este punctul terminus al drumului național DN73A, care face legătura între localitățile Predeal și Șercaia. Drumul național DN1S (fost Drumul județean 104) leagă, la Șercaia, DN1 (E68) de drumul european E60 (DN13), la Hoghiz.
Șercaia este traversată de râul care poartă denumirea de Șercaia.
Localitățile învecinate sunt: Perșani (spre sud-est), Vad (spre sud), Mândra (spre vest), Hălmeag (spre nord), Părău (spre nord-est). 

## Istoric

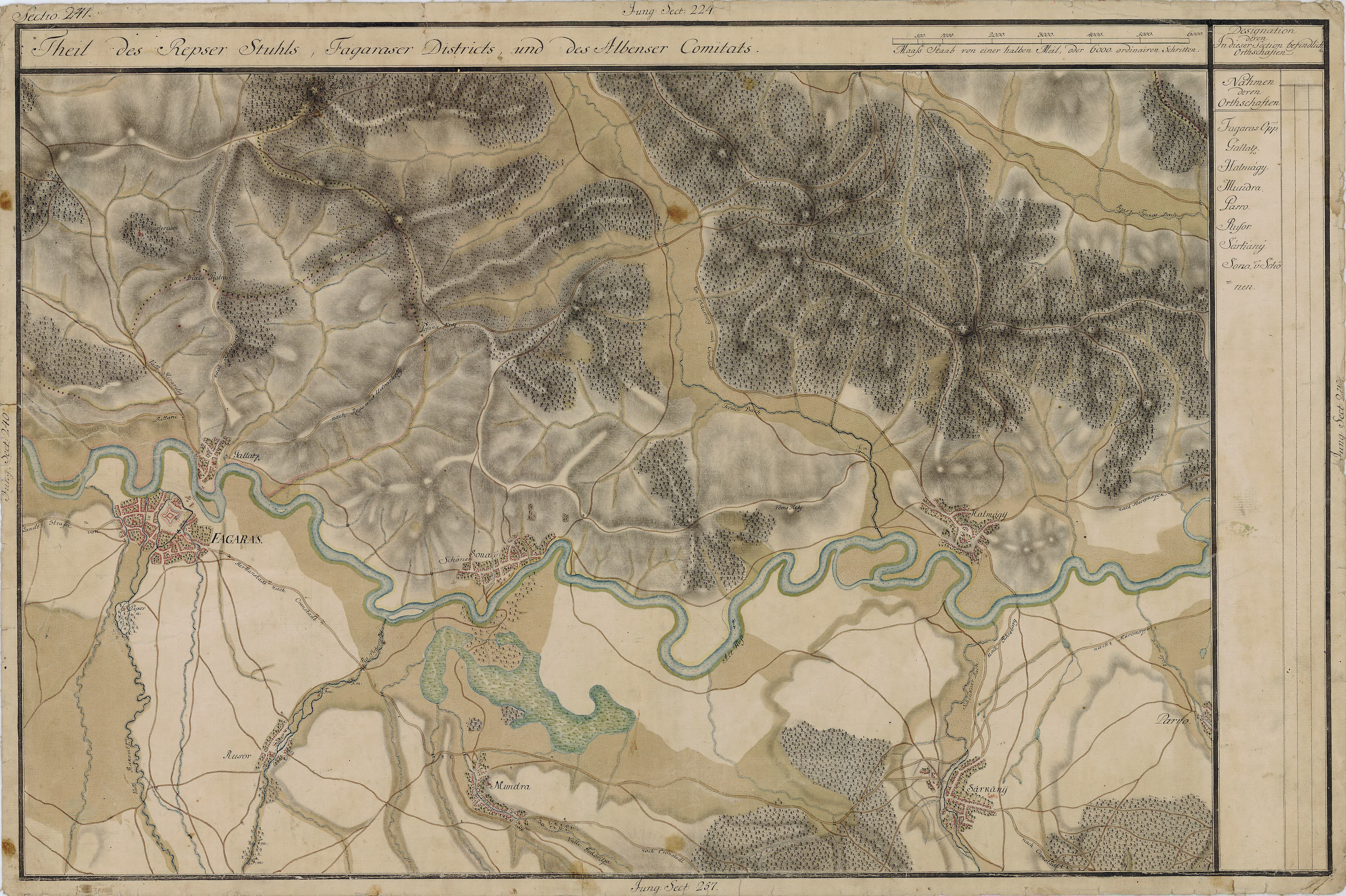
Șercaia în Harta Iosefină a Transilvaniei, 1769-1773

Datorită legăturilor sale istorice, Șercaia a fost deseori considerată ca una dintre cele 15 cetăți ale Țării Bârsei.
Șercaia este menționată pentru prima dată într-un document emis de Papa Grigore al IX-lea, în 1235, cu numele de „Sarcam”. În 1372, comuna e menționată ca „oppidum Scherkkegen” (târgușorul Șercaia). Printr-un document din 10 iunie 1417, Mircea cel Bătrân a dăruit satul Șercaia familiilor Borcea și Călian din Vad, cu specificarea unor părți de hotar a căror toponimie se menține și astăzi. În 1429, localitatea e menționată ca „Sorkingen”. Atunci se vorbește pentru prima dată despre biserica localității. Pe harta lui Johannes Honterus, publicată în 1532 la Basel, localitatea este numită „Schyrkengin”.

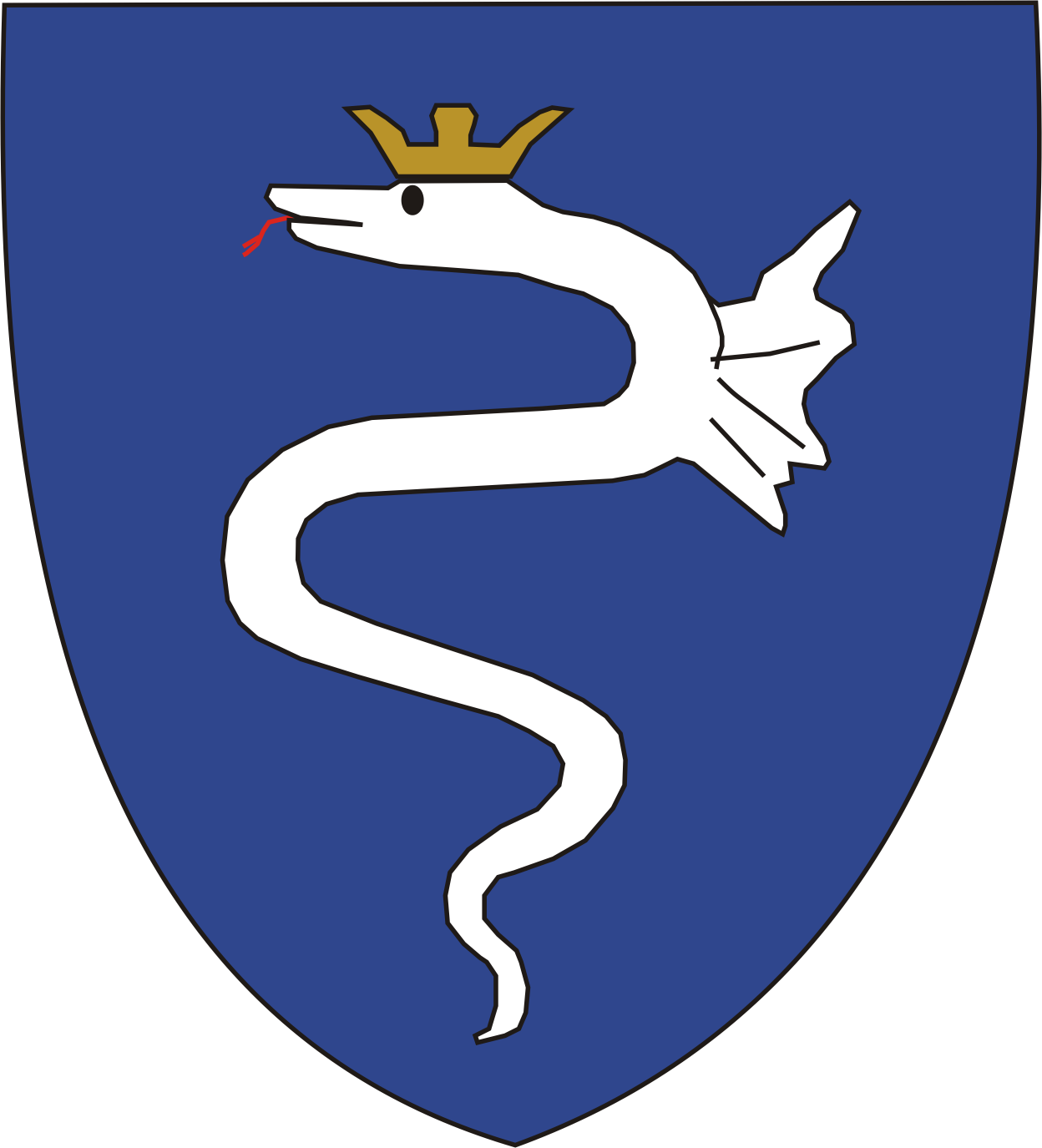
Stema istorică

În general, este acceptat faptul că în Șercaia, a existat o veche mănăstire de călugări cistercieni, amintirea acesteia perpetuându-se în câteva toponimedin localitate: Montschebicher Wiech (drumul călugărilor), Montschenauer Hill (dealul călugărilor) etc.

## Demografie
Localitatea și-a schimbat deseori demografia datorită migrațiilor (1780 în Țara Românească, 1907 și 1920 în SUA), războaielor sau deportărilor (1945 în URSS).
În anul 1510, în Șercaia erau 35 de latifundiari, în 1900, 896 sași, iar în 1944, 821 de suflete. Astăzi în Șercaia se află 3.068 locuitori.
În privința populației românești, aceasta nu a fost admisă să locuiască decât „Peste Vale” sau „În Români”, în partea satului unde se află în prezent biserica greco-catolică, în partea de Nord-Vest a localității. În partea centrală a satului, unde se află biserica săsească, sau unde sunt situate biserica ortodoxă, ori Primăria, românii au fost admiși să locuiască foarte târziu. 
În anul 1733, când episcopul român unit Ioan Inocențiu Micu Klein a dispus organizarea unui recensământ (unei conscripțiuni), în Șercaia au fost recenzate 25 de familii românești, adică în jur de 125 de persoane (comparativ, Vadul avea 73 de familii, adică vreo 365 de locuitori, iar Hălmeagul avea 28 de familii românești, adică un număr de vreo 140 de români). În localitatea Șercaia, la acea dată, nu existau lăcașuri de cult sau preoți ai vreunei religii românești, cea mai apropiată biserică românească se găsea la Vad (la circa 5 kilometri distanță), unde erau recenzați doi preoți uniți (greco-catolici): în ortografie ungurească: Iuon și Sztán (Stan).
În anul 1927, s-a organizat un recensământ al populației în România. La Șercaia, cu acea ocazie, au fost recenzate 624 de familii, cu 1874 de persoane, între care 288 de familii românești, cu 784 de persoane, 300 de familii de sași, cu 888 de persoane, 34 de familii de unguri, cu 191 de persoane, precum și 4 familii de alte naționalități, cu 11 de persoane.

## Monumente
- Biserica săsească (luterană) din Șercaia, atestată în anul 1429, se află sub patronajul Sf. Caterina. Această biserică a suferit distrugeri repetate, fiind construită și reparată în mai multe rânduri. Biserica a fost dărâmată și reconstruită între 1868 și 1875 în stil gotic. Arhitect a fost inginerul Josef Sampek din Brașov. Din motive de spațiu, biserica a fost reorientată pe direcția nord-sud. Altarul a fost construit după planurile inginerului orașului Brașov, Peter Bartesch. Basorelieful Cinei celei de Taină a fost realizat de către profesorul de sculptură Hermann, după pictura lui Leonardo da Vinci. De-o parte și de alta a lucrării au fost așezate două statui de ghips, ale apostolilor Petru și Pavel, care au rezistat până la Primul Război Mondial. Aceste statui au fost distruse în 1916 și înlocuite cu două picturi în ulei ale lui Eduard Morres, în 1928. Acestea îl reprezintă pe Sf. Pavel cu sabia și pe Martin Luther sub forma sfântului Cristofor. Turnul bisericii poartă data 1691, dar se presupune că vechimea acestuia ar fi mai mare.
- Lângă turnul bisericii săsești se află o clădire cu două nivele, datând din anii 1776 -1777, declarată monument arhitectonic.
- Biserica greco-catolică „Sf. Gheorghe” (construită în anul 1899)[13], retrocedată;
  - În curtea bisericii greco-catolice, pe latura de sud, dinspre șosea, este amplasat Monumentul Eroilor Români. Monumentul este un obelisc de beton mozaicat (în formă de trunchi de piramidă, având bazele câte un pătrat), pe care sunt aplicate plăci de marmură albă, cu inscripții de culoare neagră (pe toate cele patru fețe ale obeliscului). Pe baza superioară a trunchiului de piramidă este așezată o cruce. Întregul monument este protejat de o structură cu un acoperiș susținut de patru stâlpi. Pe vârful acoperișului de protecție, este fixată o altă cruce. Pe fața dinspre curtea bisericii este așezată o placă de marmură pe care sunt înscriși ostașii români[14]căzuți în luptele din 1916, de la Hălmeag, din Primul Război Mondial. Pe fața dinspre șosea a obeliscului, este plasată o placă de marmură albă[15], pe care sunt amintiți eroii originari din Șercaia căzuți în Primul Război Mondial, iar pe fața dinspre vest, sunt enumerați eroii originari din Șercaia[16], căzuți în Al Doilea Război Mondial.
- Biserica ortodoxă „Sf. Nicolae” (construită în anul 1925).[17]

## Economie
Activitățile specifice zonei sunt agricultura, industria alimentară, confecționarea produselor betonate și lemnoase, extracțiile de minereuri, zootehnia și exploatațiile agricole. În comună există ferme de creșterea porcinelor, abatoare, precum și o stațiune de creștere a bubalinelor.

## Turism
În fiecare primăvară are loc Festivalul Narciselor (pe 21 mai, de Sărbătoarea Sfinților Împărați Constantin și Elena, la Pădurea Vadului). De asemenea, se mai sărbătoresc Zilele Hălmeagului (pe 19 august, în Hălmeag) și se organizează o serie de târguri de mărfuri și animale (pe 25 februarie, 8 mai, 21 august și 9 noiembrie în Șercaia, pe 11 mai și 15 octombrie în Hălmeag, iar pe 9 februarie, 29 iunie și 20 noiembrie în Vad)

## Învățământ
În comuna Șercaia se află 3 grădinițe și 3 școli generale, câte o școală și câte o grădiniță în fiecare sat aparținător.
- Școala Generală Șercaia, cu clasele I-VIII;
- Școala cu clasele I-IV, din Vad;
- Școala cu clasele I-IV, din Hălmeag.

## Personalități
- Alexandru N. Ciurcu (născut la 29 ianuarie 1854, la Șercaia, județul Brașov, decedat la 22 ianuarie 1922, la București) a fost un inventator și publicist român, care a experimentat principiul motorului cu reacție.
- Dr. Ariton Pralea, avocat, Șercaia, participant la Marea Adunare Națională de la Alba Iulia, 1 Decembrie 1918, ales membru al Marelui Sfat Național Român.
- George Maior (1855 - 1927) a fost profesor universitar dr., specialist în agronomie, declarat Cetățean de Onoare, post-mortem al comunei Șercaia.
- Mária Tamás (născută la Șercaia, la 8 noiembrie 1930 - decedată la Cluj-Napoca, la 25 septembrie 1987) poetă, traducătoare.
- Johann Roth, medic renumit practicant la Șercaia, în secolul al XX-lea; dispensarul medical al comunei Șercaia îi poartă numele.

## Vezi și
- Biserica evanghelică din Șercaia

## Imagini

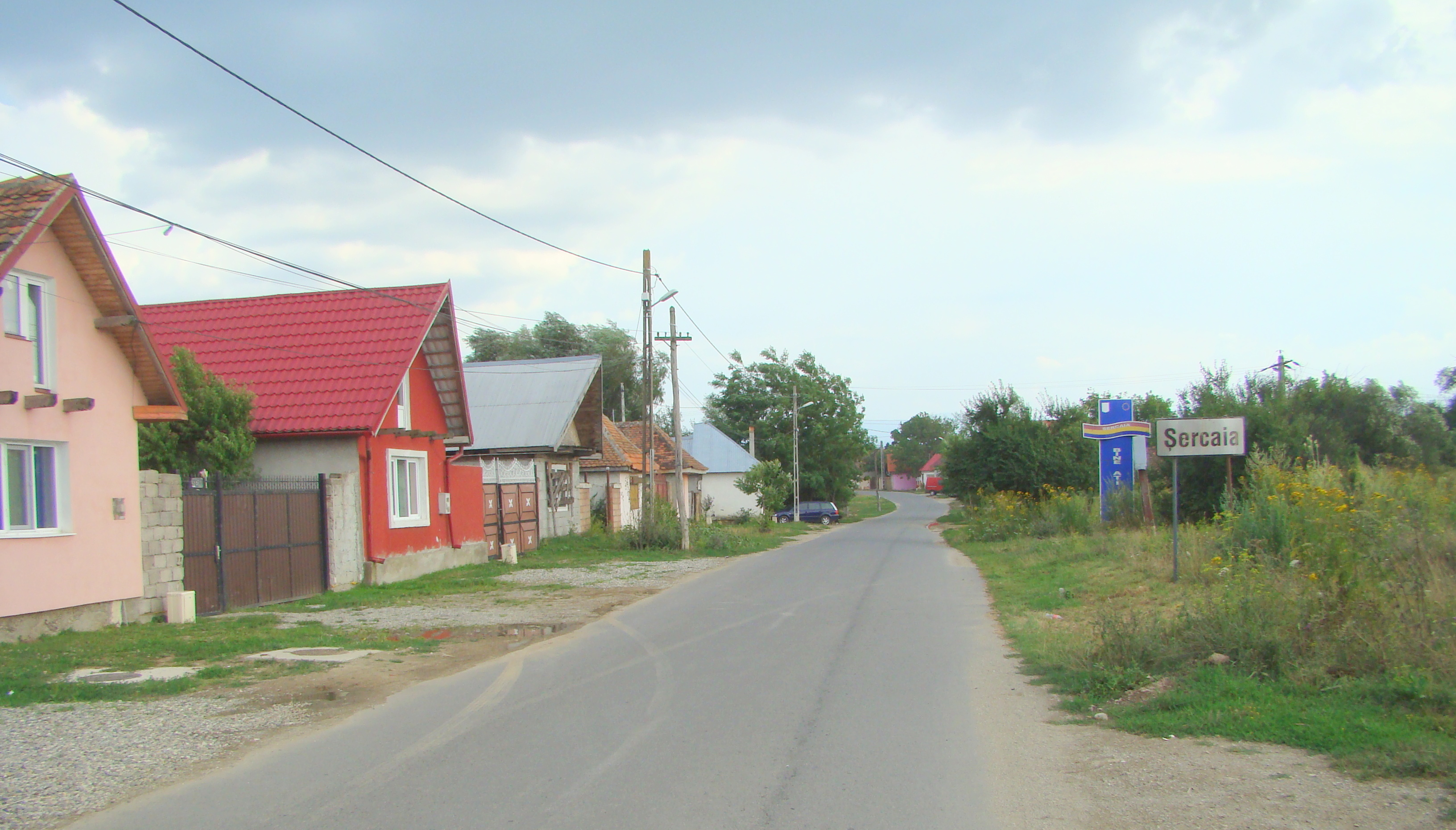
Intrarea în localitate
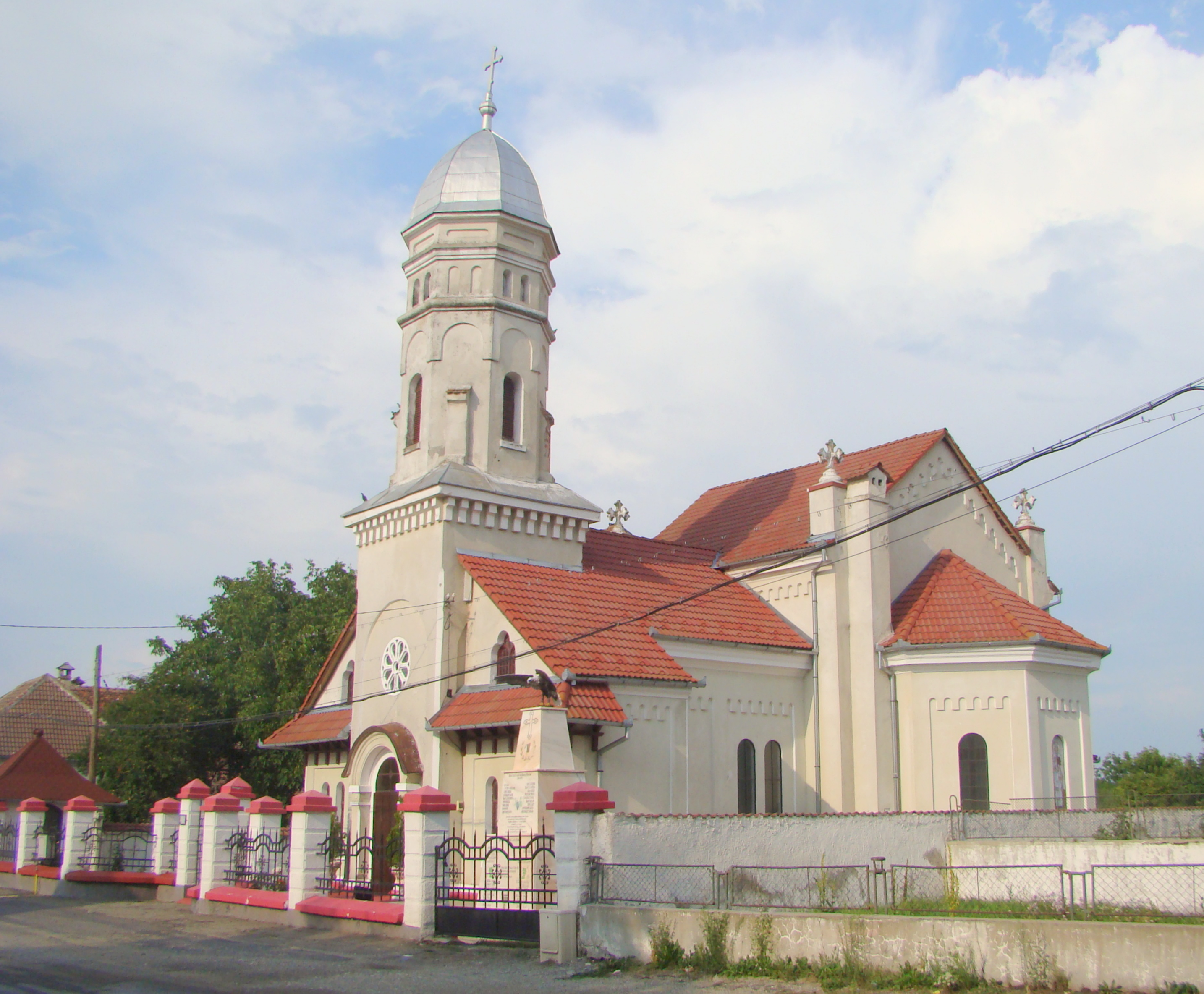
Biserica ortodoxă
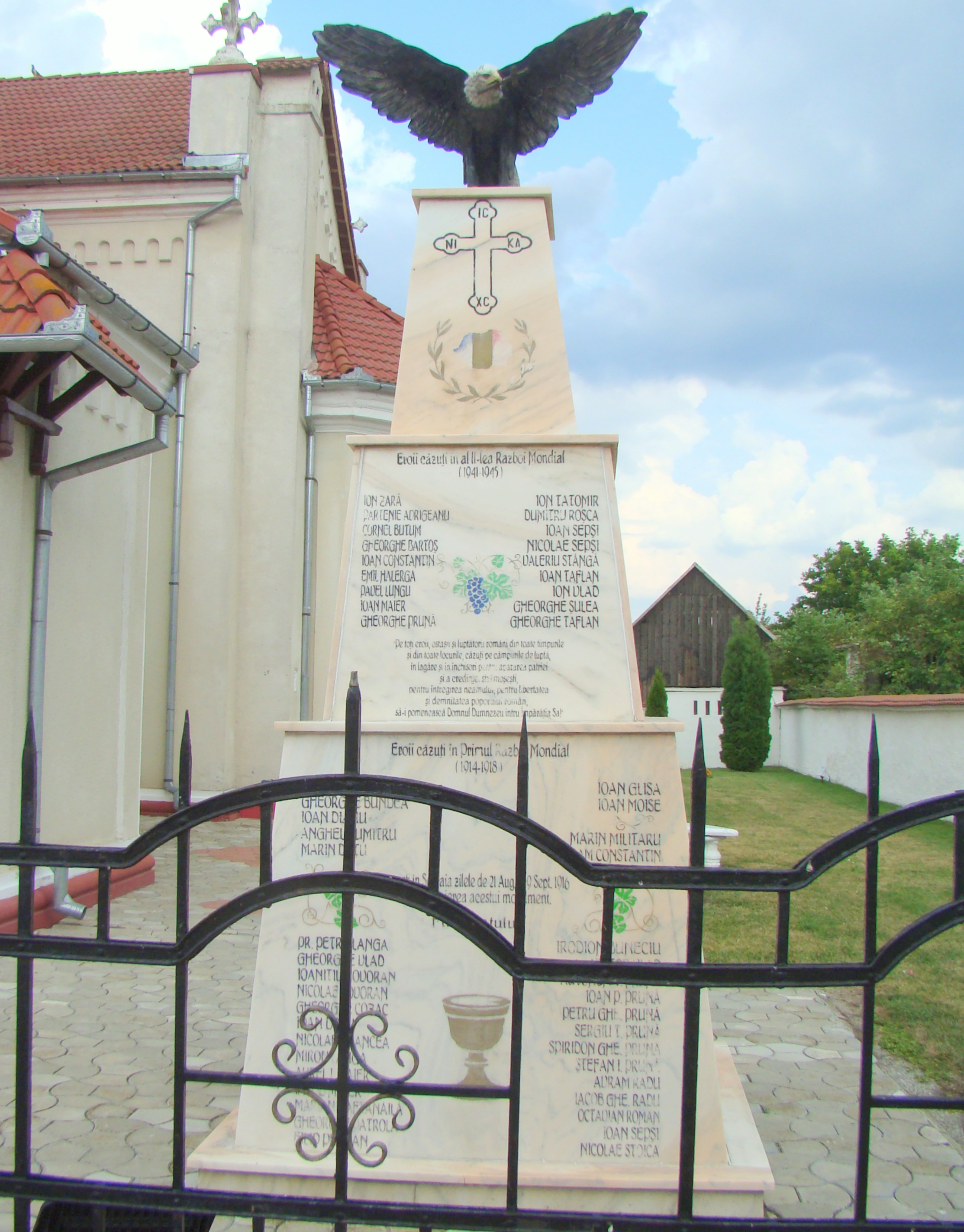
Monumentul eroilor
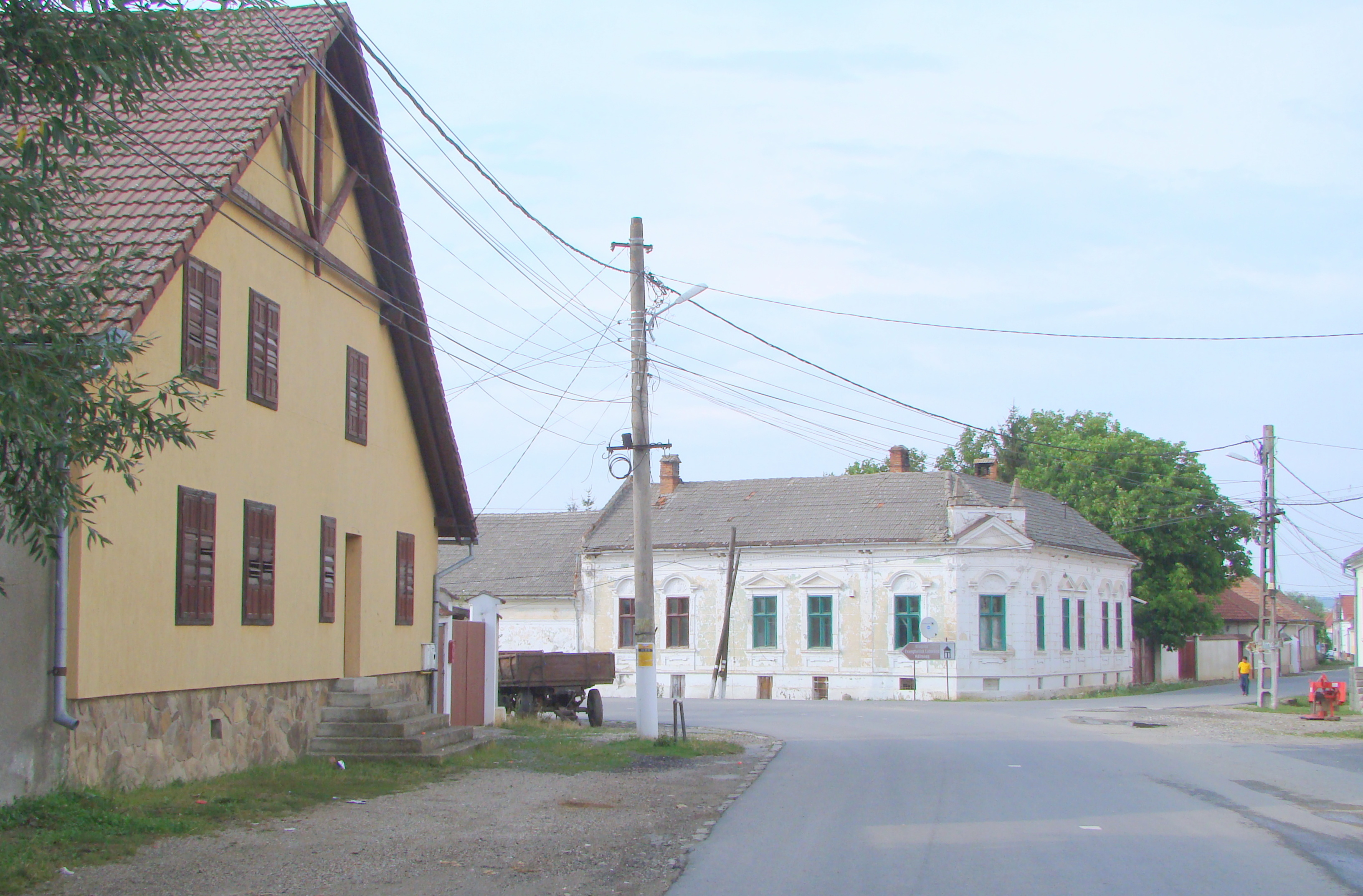
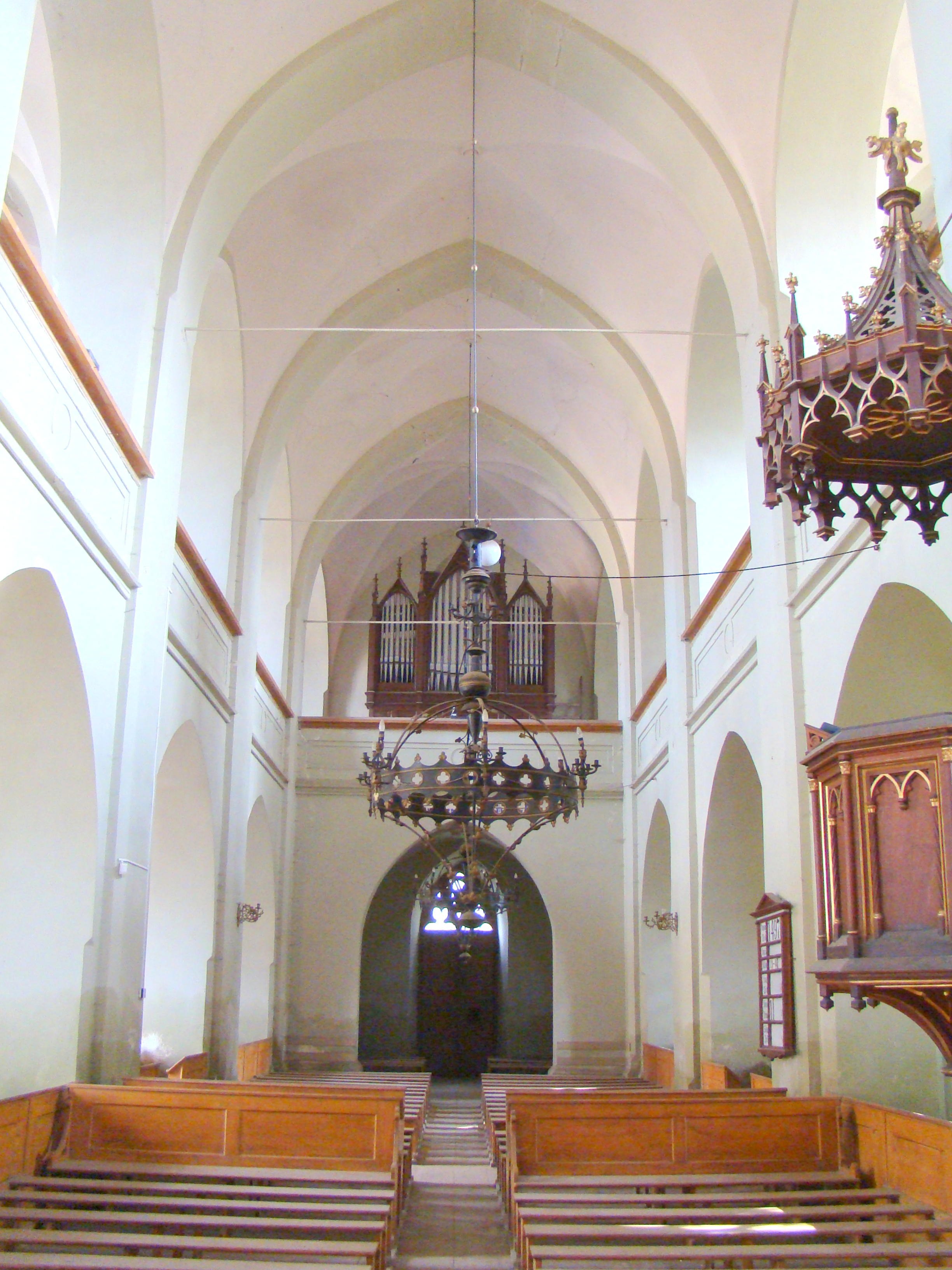
Biserica evanghelică (1868, monument istoric)
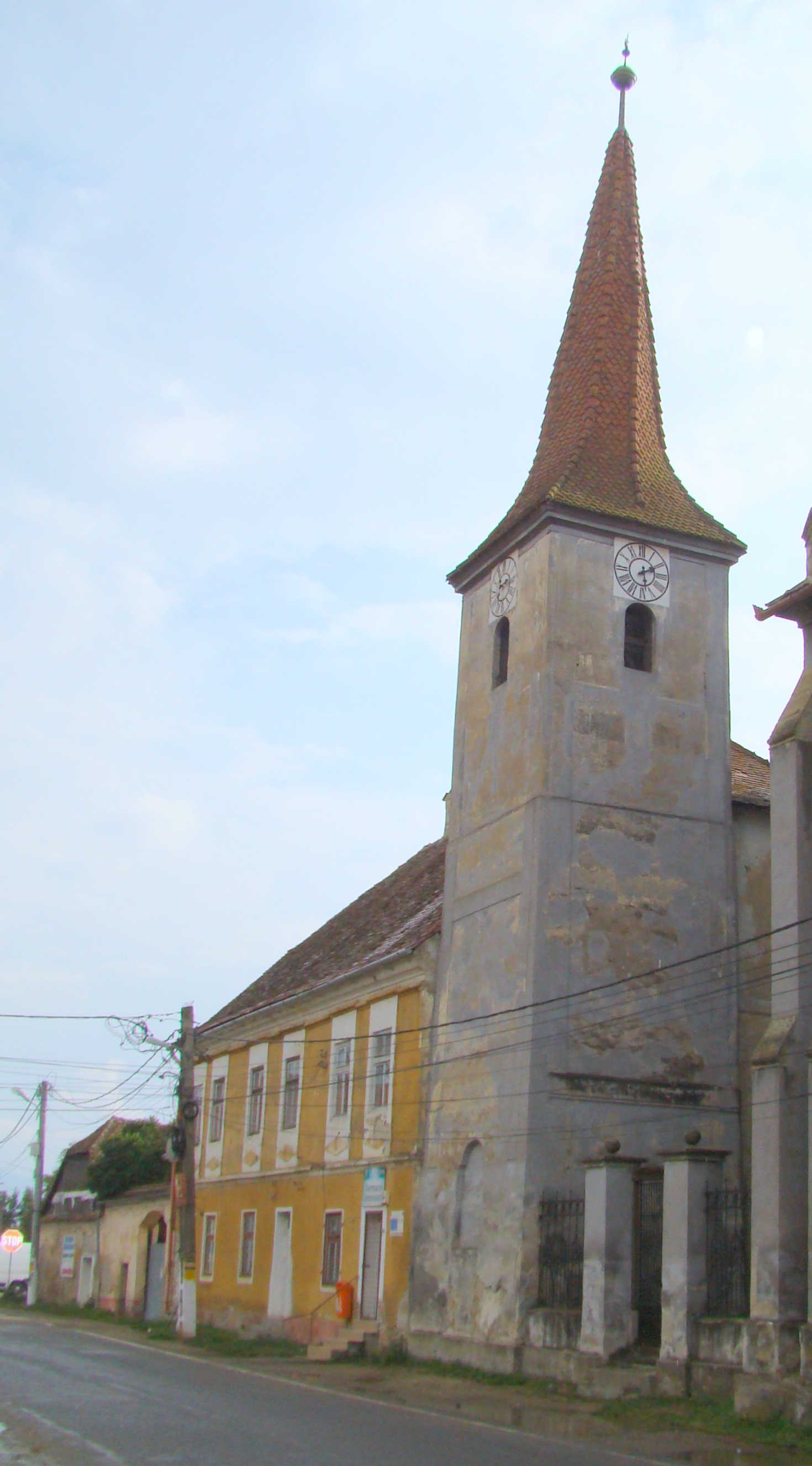
Turnul-clopotniță (1691)
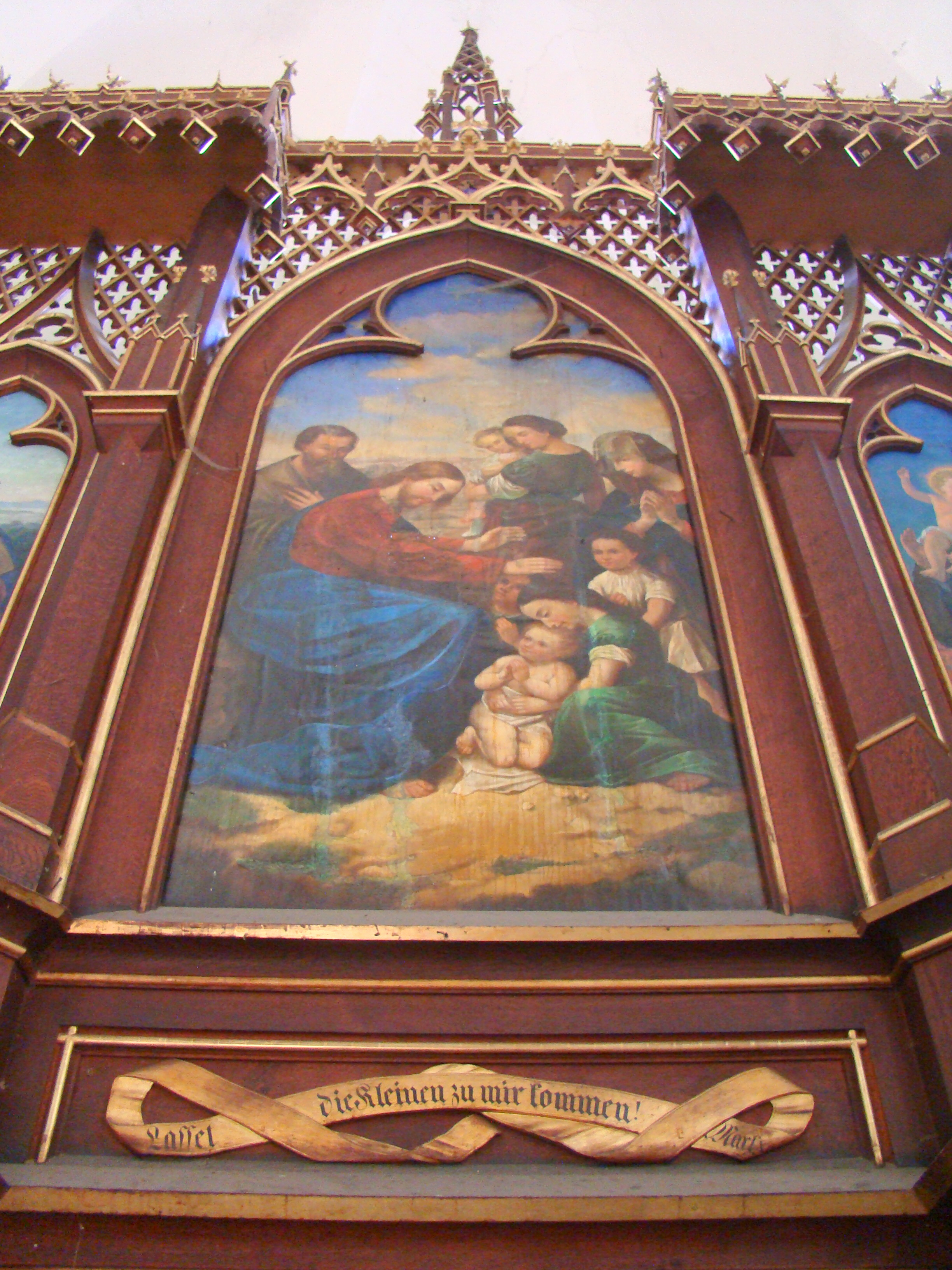
Altarul bisericii evanghelice
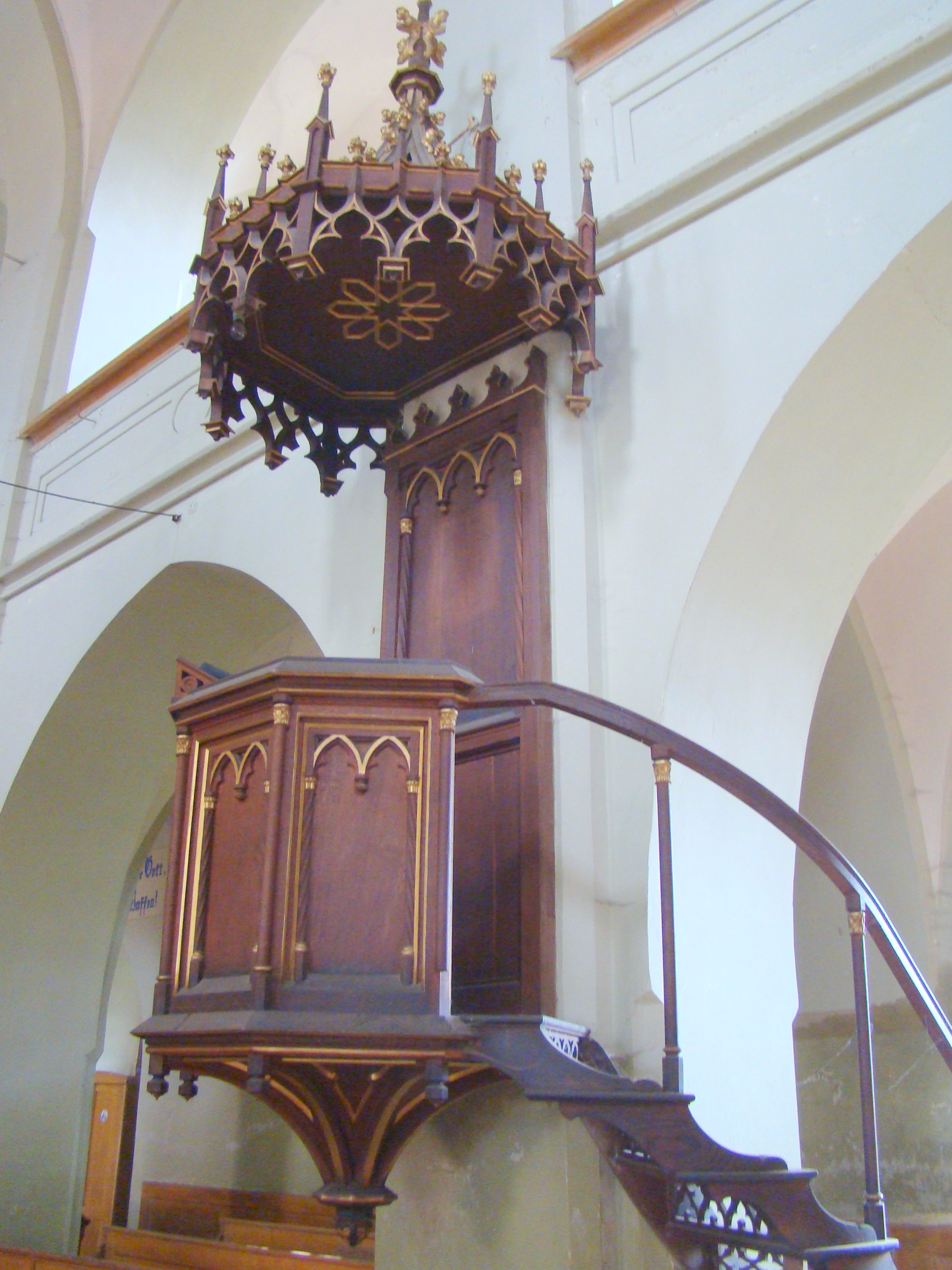
Amvonul
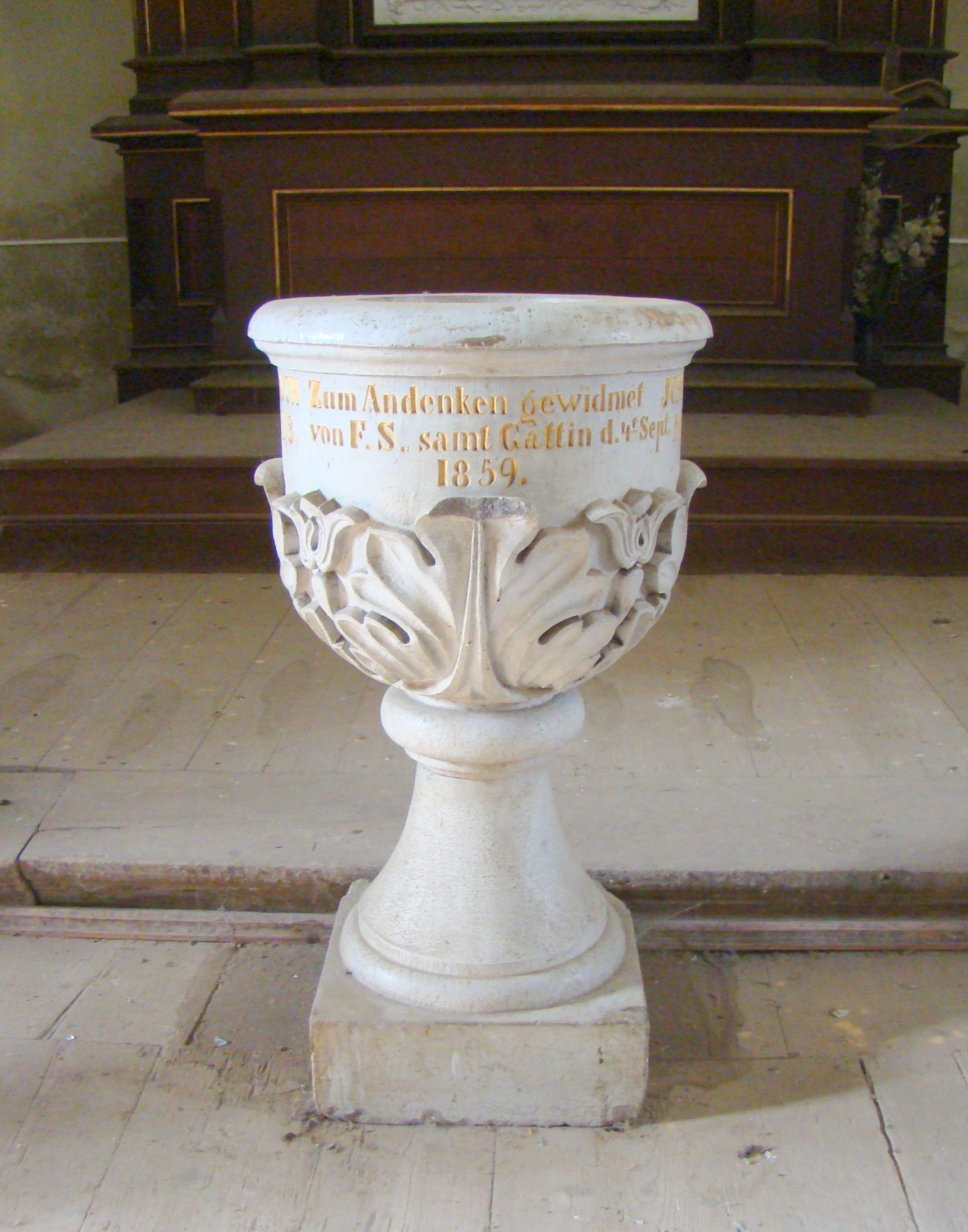
Cristelnița
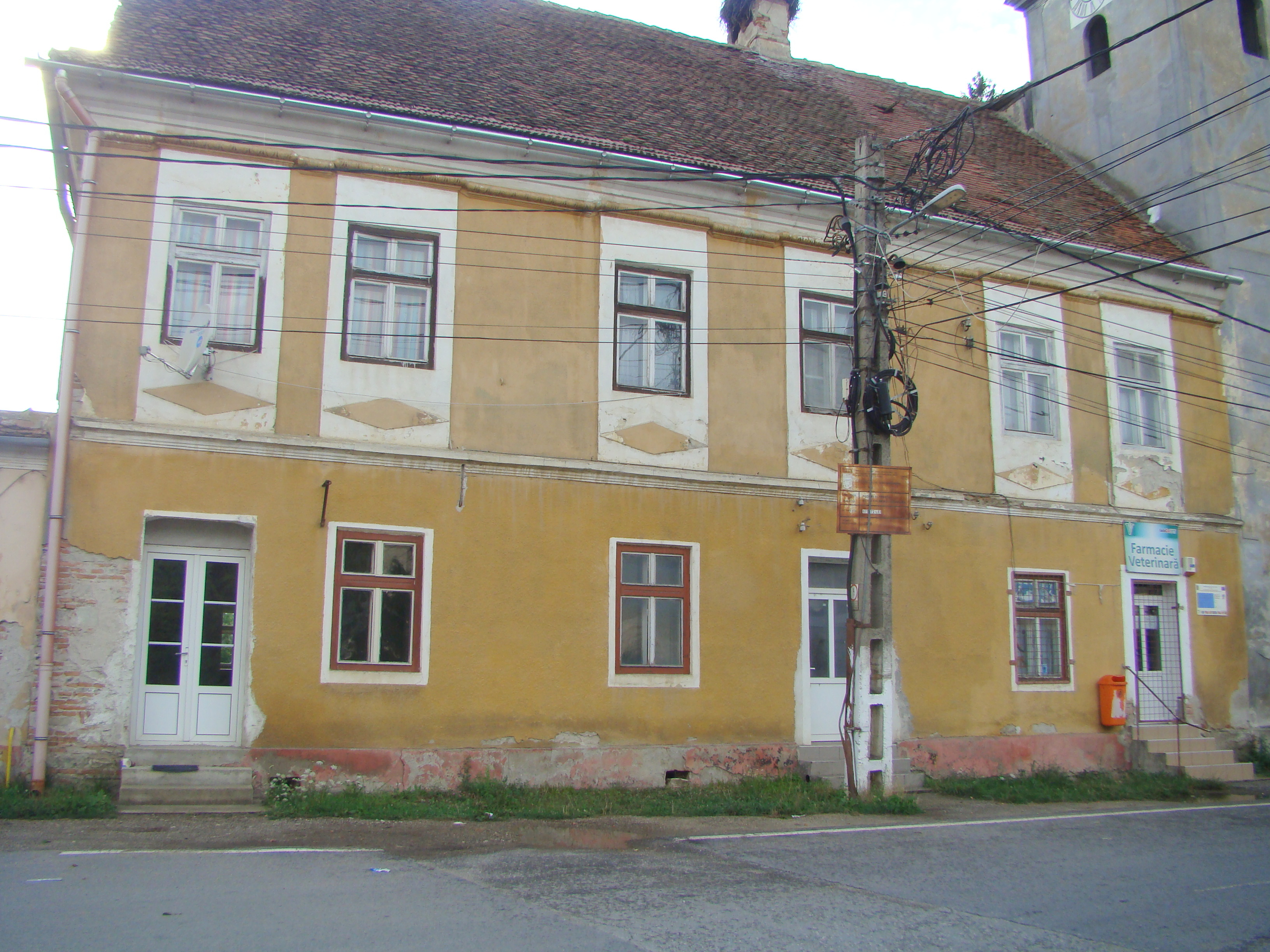
Casa parohială evanghelică (1839, monument istoric)